# СПАЛ (футбольний клуб)
СПАЛ (італ. SPAL — Società Polisportiva Ars et Labor) — італійський футбольний клуб з міста Феррара, який виступає у Серії A, першому за силою дивізіоні чемпіонату Італії. Заснований в 1907 році. Домашні матчі проводить на стадіоні «Паоло Мацца», що вміщає 17 900 глядачів. Найкращим досягненням клубу у Серії А є 7-е місце в сезоні-1959/60. Найвищим досягненням в Кубку країни, є програш у фіналі «Наполі» з рахунком 1:2.

## Досягнення
- Фіналіст Кубка Італії: 1962

## Відомі гравці
- Карл Валері
- Крістіан Ла Гроттерія
- Нільс Бенніке
- Альберто Бігон
- Рубен Бур'яні
- Еліо Густінетті
- Фабіо Капелло
- Сауль Малатрасі
- Фульвіо Несті
- Альберто Орландо
- Еджисто Пандольфіні
- Серджіо Пелліссьє
- Армандо Піккі
- Мауріцио Тромбетта
- Едоардо Рея
- Серджо Червато
- Анді Селва
- Давід Сеса

## Відомі тренери
- Йозеф Віола
- Луїс Суарес Мірамонтес
- Массіміліано Аллегрі